# Distretto di Serengeti
Il distretto di Serengeti  è un distretto della Tanzania situato nella regione di Mara. È suddiviso in 28 circoscrizioni (wards) e conta una popolazione di 249 420 abitanti (censimento 2012). 
Elenco delle circoscrizioni:
- Busawe
- Geitasamo
- Ikoma
- Issenye
- Kebanchabancha
- Kenyamonta
- Kisaka
- Kisangura
- Kyambahi
- Machochwe
- Magange
- Majimoto
- Manchira
- Mbalibali
- Morotonga
- Mosongo
- Mugumu
- Natta
- Nyamatare
- Nyambureti
- Nyamoko
- Nyansurura
- Rigicha
- Ring'wani
- Rung'abure
- Sedeco
- Stendi Kuu
- Uwanja wa Ndege